# Phoroncidia rotunda
Phoroncidia rotunda är en spindelart som först beskrevs av Eugen von Keyserling 1890.  Phoroncidia rotunda ingår i släktet Phoroncidia och familjen klotspindlar. Inga underarter finns listade i Catalogue of Life.